# Синдром Маєра — Рокітанського — Кюстера — Гаузера
Синдром Маєра — Рокітанського — Кюстера — Гаузера (МРКГ) є вродженою вадою розвитку: нерозвиненим Мюллеровим каналом, що призводить до відсутньої матки і різного ступеня гіпоплазії верхньої частини вагіни. Синдром є причиною 15 % випадків первинної аменореї. 
Оскільки велика частина вагіни розвивається не з мюллерового каналу, а з урогенітального синуса, поряд із сечовим міхуром і уретрою, вона формується навіть у тому випадку, коли мюллерів канал повністю відсутній. Оскільки яєчники розвиваються не з мюллерового каналу, у жінок з МРКГ нормальні вторинні статеві ознаки, але ці жінки не фертильні через відсутність функціональної матки.
Імовірно синдром успадковується аутосомно-домінантним шляхом із неповною пенетрантністью і змінною експресією, що сприяє складності, пов'язаній з виявленням основних механізмів, які викликають синдром. Через відмінності у спадкуванні, методах пенетрації і експресії МРКГ підрозділяється на два типи:
- Тип 1, в якому порушені тільки структури, що розвиваються з Мюллерового каналу (верхня вагіна, шийка матки і матка);
- Тип 2, де порушені ті ж структури, і крім цього порушені додаткові системи організму, найчастіше це ниркова і скелетна системи. МРКГ другого типу включає асоціацію MURCS.

Більшість випадків синдрому МРКГ виникають спорадично, але сімейні випадки свідчать про те, що, принаймні для деяких пацієнток, МРКГ є спадковим розладом. Основні причини синдрому МРКГ все ще вивчаються, але вивчено кілька генів щодо можливого зв'язку із синдромом. Більшість із цих досліджень виключили ці гени як причинні фактори МРКГ. І тільки WNT4 вдалося пов'язати з МРКГ і гіперандрогенізмом.
Зафіксовані випадки виявлення стану, схожого на даний синдром, можна знайти ще у Гіппократа й Альбукасіса. Синдром названо на честь Августа Франца-Йосипа Карла Маєра (1787—1865), Карла фон Рокітанські (1804—1878), Германа Кюстера (1879—1964) і Жоржа Андре Гаузера (1921—2009).

## Епідеміологія
Поширеність синдрому мало вивчена. На сьогоднішній день було проведено два дослідження. За результатами досліджень, приблизна частота синдрому — 1 з 5000 народжених жінок.

## Симптоми
Жінка з синдромом має нормальні статеві гормони; вступає в статеве дозрівання з розвитком вторинних статевих ознак, включаючи лобкове волосся. Каріотип пацієнток з МРКГ — 46, XX. Принаймні один яєчник цілий, але частіше обидва, овуляція зазвичай відбувається. Як правило, вагіна занадто мала або майже повністю відсутня, внаслідок чого статевий акт може бути складним і болючим. Медичний огляд, підтримуваний гінекологічним УЗД, демонструє повну або часткову відсутність шийки матки, матки і вагіни.
За відсутності матки жінка з МРКГ не може завагітніти. Але може мати генетичне потомство за допомогою ЕКЗ і сурогатного материнства. Успішна трансплантація матки була проведена кільком пацієнткам, але техніка не поширена.
Синдром зазвичай виявляється, коли в підлітковому віці не починаються менструації. У деяких випадках синдром виявляють раніше, при хірургічних втручаннях через інші захворювання, такі як грижа.
Одне з проведених досліджень (на 215 пацієнтах з МРКГ) показало, що понад 52 % пацієнток мають гіперандрогенемію без клінічних проявів і 14 % гіперпролактинемію.
При МРКГ нерідко зустрічаються пахові грижі, що містять яєчники.

## Причини
Ген WNT4 залучений в атипову версію цього розладу. Генетична мутація викликає заміщення лейцину на пролін в амінокислотному положенні 12. Це явище зменшує внутрішньоядерні рівні β-катеніну. Крім того, він усуває пригнічення стероїдогенних ферментів, таких як 3β-гідроксистероїддегідрогеназа і 17α-гідроксилази. Тому у пацієнток надлишок андрогенів. Крім того, без WNT4 Мюллерів канал або деформований, або відсутній. Таким чином, порушуються жіночі репродуктивні органи, такі як шийка матки, фаллопієві труби, яєчники і велика частина вагіни.
Повідомлялося про зв'язок із мутацією делеції в довгому плечі (q) хромосоми 17 (17q12). Ген LHX1 розташований в цьому регіоні і може бути причиною ряду цих випадків.

## Діагностика
| Тип             | Опис                                                                                       | Частота |
| --------------- | ------------------------------------------------------------------------------------------ | ------- |
| Типовий МРКГ    | відсутня тільки вагіна і матка                                                             | 64 %    |
| Нетиповий МРКГ  | відсутня матка і/або вагіна, порушені нирки, можлива дисфункція яєчників                   | 24 %    |
| Асоціація MURCS | відсутня матка і/або вагіна, порушені нирки, можлива дисфункція яєчників, скелетні дефекти | 12 %    |

## Лікування
Лікування полягає в розтягуванні наявної вагіни або у випадках, коли такий метод не підходить пацієнтці — створення неовагіни.
Існує ряд методів для створення вагіни, але у випадках відсутності матки в даний час немає жодних операцій, щоб зробити вагітність можливою. Стандартні підходи використовують вагінальні розширювачі і/або хірургію для створення функціональної вагіни для забезпечення статевого акту. У медичній практиці є випадки використання різних методик для створення вагіни. У процедурі McIndoe застосовується шкірний трансплантат для утворення штучної вагіни. Після операції розширювачі як і раніше необхідні для запобігання вагінального стенозу. Вагінопластика показала себе як метод, що створює вагіну, яку можна порівняти з нормальною вагіною у пацієнток.
Трансплантація матки була проведена ряду пацієнток з МРКГ, але операція все ще знаходиться на експериментальній стадії. Оскільки яєчники присутні, жінки з цим синдромом можуть мати генетичних дітей за допомогою ЕКЗ. У жовтні 2014 року повідомлялося, що 36-річна шведка стала першою людиною з пересадженою маткою, і народила здорову дитину. Жінка народилася без матки, але мала функціонуючі яєчники. Вона і партнер пройшли через ЕКЗ для виробництва 11 ембріонів, які потім були заморожені. Лікарі з Гетеборзького університету потім виконали трансплантацію матки, доноркою була 61-літня подруга сім'ї. Один із заморожених ембріонів було імплантовано через рік після трансплантації, дитя народилося передчасно на 31 тиждень після того, як у вагітної розвинулася прееклампсія.
Перспективні дослідження включають використання лабораторно вирощених структур. Недавня розробка, де використовувалися власні клітини пацієнтки, допомогла зробити повністю функціональну вагіну, здатну до менструацій і оргазму.

## МРКГ та інтерсекс
Існує кілька думок щодо того, чи вважати людей з МРКГ інтерсексними. З одного боку багато правозахисних організацій по всьому світу, які займаються питаннями інтерсекс-тематики, включають МРКГ в число інтерсекс-варіацій, керуючись визначенням терміна «інтерсекс», даного ООН. У тому числі в рядах інтерсекс-активістів є люди з МРКГ, що ідентифікують себе інтерсекс-людьми (наприклад, Стефані Лам і Естер Морріс Лейдольф і ін.). З іншого боку серед спільноти людей з даними синдромом є безліч тих, хто не згодні з такою класифікацією.

## Відомі жінки з МРКГ
- Імовірно, в королеви Греції Амалії Ольденбурзької був цей синдром.
- У міс Мічигану, Жаклін Шульц, за її словами, є цей синдром.
- Естер Морріс Лейдольф, засновниця MRKH Organization, правозахисниця, інтерсекс-актівістка, має цей синдром.
- Стефані Лам (англ. Stephanie Lum), австралійська інтерсекс-актівістка.
- Шон Клозе (англ. Shon Klose), австралійська інтерсекс-актівістка і музикантка.
- Імовірно був у Єви Браун — дружини Адольфа Гітлера.

## У культурі
- У документальному фільмі «Intersexion» дві героїні із синдромом МРКГ.
- «Рокитанський» — книга Еліс Дарвін, в якій розповідається історія трьох жінок різного віку з даним синдромом.
- «Elizabeth, Just Sixteen» — книга Сесілії Поль про дівчину-підлітка з МРКГ.
- «The Girl with No» — автобіографічна історія жінки з синдромом.
- «Changed» — історія про молоду дівчину з МРКГ.